# Phillip Dutton
Phillip Dutton, född den 13 september 1963 i Nyngan i Australien, är en australisk och därefter amerikansk ryttare.
Han tog OS-guld i lagtävlingen i fälttävlan för Australien i samband med de olympiska ridsporttävlingarna 2000 i Sydney.